# المدير (عبس)

تعديل مصدري - تعديل

المدير هي إحدى قرى عزلة قطبة بمديرية عبس التابعة لمحافظة حجة، بلغ تعداد سكانها 218 نسمة حسب تعداد اليمن لعام 2004.